# 鍋島雅治
鍋島 雅治（なべしま まさはる、1963年2月9日 - 2019年12月24日 ）は、日本の漫画原作者。長崎県立佐世保商業高等学校卒業、中央大学文学部仏文専攻卒業。

## 概要
小池一夫のスタジオシップに就職後、『Comic劇画村塾』『ヤングシュート』の編集に携わりながら、同じく社員であった佐木飛朗斗と競い合うように漫画原作の投稿を続け、プロデビュー。代表作に映画化された『築地魚河岸三代目』、テレビドラマ化された『東京地検特捜部長・鬼島平八郎』『火災調査官』など。

## 作品一覧
- レイコ（作画：やまさき拓味）
- 極道代議士・玄海 （作画：内山まもる）
- 怪盗ルージュ（作画：篠原徹）
- 火災調査官（作画：田中つかさ）
- 凶獣の牙（作画：根本哲也）
- G Blood（作画：山口正人）
- スキッパー（作画：笠原倫）
- ノリック『阿部典史物語』（作画：一色登希彦）
- ライド・オン（作画：一色登希彦）
- 竈とドラム缶（作画：すねやかずみ）
- 築地魚河岸三代目（作画：はしもとみつお、単行本2巻から21巻の収録分に参加[2]）
- 東京カルメン（作画：花小路小町）
- 東京地検特捜部長・鬼島平八郎 “眠らぬ鬼”（作画：池辺かつみ）
- 名探偵マダム・ホームズ（作画：花小路ゆみ）
- eve〜恋愛学研究所（作画：花小路ゆみ）
- 六本木特命刑事COOL（作画：檜垣憲朗）
- 大江戸ジゴロ（作画：檜垣憲朗）
- スーパー刑事（作画：渡辺みちお） ISBN 978-4-537-12519-1 日本文芸社
- ルパン三世Y 24話 盗まれたルパン